# Bembidion orinum
Bembidion orinum is een keversoort uit de familie van de loopkevers (Carabidae). De wetenschappelijke naam van de soort is voor het eerst geldig gepubliceerd in 1922 door Andrewes.